# 香川ヒサ
香川 ヒサ（かがわ ひさ、1947年3月1日 - ）は、日本の歌人。

## 経歴
神奈川県横浜市出身、大阪府豊中市在住。お茶の水女子大学文教育学部国文科卒業。
1970年、森本治吉主宰の歌誌「白路」入会。1984年、米田登主宰の歌誌「好日」入会。1988年、「ジュラルミンの都市樹」で第34回角川短歌賞を受賞。なおこの年の角川短歌賞は、前年に俵万智『サラダ記念日』の大ヒットがあったため、同賞史上最多の応募数であった。1993年、同人誌「鱧と水仙」を創刊。
時間や存在といった哲学的な素材を好んで詠み、「情緒的な作品に慣れてきた短歌史にとっては異質かもしれない」（小高賢）「理知的な言葉への好奇心によって私達の常識の死角に宿る思いがけない詩を発見してきた歌人」（川野里子）と評される。

## 受賞歴
- 1988年、「ジュラルミンの都市樹」で第34回角川短歌賞受賞
- 1990年、歌集『テクネー』で第16回現代歌人集会賞受賞
- 1993年、歌集『マテシス』で第3回河野愛子賞受賞
- 2007年、歌集『perspective』で第12回若山牧水賞受賞

## 著書

### 歌集
- テクネー　角川書店 1990年1月
- マテシス　本阿弥書店 1992年5月
- ファブリカ　本阿弥書店 1996年3月
- PAN パン　柊書房 1999年1月
- モウド　柊書房 2003年5月
- 香川ヒサ作品集　柊書房 2005年5月
- perspective 柊書房 2007年12月
- The Blue 柊書房 2012年5月
- ヤマト・アライバル 短歌研究社 2015年11月

### 評論集
- ANALYSIS-Ⅰ　柊書房 2002年3月